# Чемпионат России по футболу среди женщин 1993
Чемпионат России по футболу среди женщин (Высшая лига) 1993 — 2-й сезон высшего дивизиона в системе женских футбольных лиг России. Чемпионом стала команда ЦСК ВВС из Самары.

## Участники
Сводная статистика участников
учтены матчи завершённых сезонов
без учёта мячей забитых в сериях послематчевых пенальти
с учётом технических результатов
легенда
 — команда была Чемпионом
 — команда была вице-чемпионом
 — команда была бронзовый призёром
| команда      | команда         | сезоны | сезоны | Результаты выступлений | Результаты выступлений | Результаты выступлений | Результаты выступлений | Результаты выступлений | Результаты выступлений | Результаты выступлений | Результат в сезоне 1992 | Примечания                   |
| наименование | город           | #      | года   | И                      | В                      | Н                      | П                      | ЗМ                     | ПМ                     | РМ                     | Результат в сезоне 1992 | Примечания                   |
| ------------ | --------------- | ------ | ------ | ---------------------- | ---------------------- | ---------------------- | ---------------------- | ---------------------- | ---------------------- | ---------------------- | ----------------------- | ---------------------------- |
| ЦСК ВВС      | Самара          | 1      | 1992   | 28                     | 18                     | 6                      | 4                      | 44                     | 16                     | +28                    | Высшая лига, 2-е место  |                              |
| СКИФ-Фемина  | Малаховка       | 1      | 1992   | 28                     | 17                     | 7                      | 4                      | 43                     | 13                     | +30                    | Высшая лига, 3-е место  | СКИФ (1992)                  |
| Текстильщик  | Раменское       | 1      | 1992   | 28                     | 16                     | 6                      | 6                      | 61                     | 21                     | +40                    | Высшая лига, 4-е место  |                              |
| Сибирячка    | Красноярск      | 1      | 1992   | 28                     | 16                     | 6                      | 6                      | 31                     | 20                     | +11                    | Высшая лига, 5-е место  |                              |
| Волжанка     | Чебоксары       | 1      | 1992   | 28                     | 14                     | 8                      | 6                      | 33                     | 15                     | +18                    | Высшая лига, 6-е место  |                              |
| Энергия      | Воронеж         | 1      | 1992   | 28                     | 15                     | 5                      | 8                      | 29                     | 19                     | +10                    | Высшая лига, 7-е место  |                              |
| Аврора       | Санкт-Петербург | 1      | 1992   | 28                     | 10                     | 6                      | 12                     | 31                     | 33                     | -2                     | Высшая лига, 9-е место  | Прометей (1992)              |
| СиМ-Россия   | Москва          | 1      | 1992   | 28                     | 7                      | 7                      | 14                     | 24                     | 32                     | -8                     | Высшая лига, 10-е место |                              |
| ЦСКА         | Москва          | 1      | 1992   | 28                     | 5                      | 10                     | 13                     | 10                     | 37                     | -27                    | Высшая лига, 11-е место | ЦСКА-Новая инициатива (1992) |
| Калужанка    | Калуга          | —      | —      | —                      | —                      | —                      | —                      | —                      | —                      | —                      | Первая лига, 1-е место  | дебютант                     |
| Русь         | Москва          | —      | —      | —                      | —                      | —                      | —                      | —                      | —                      | —                      | Первая лига, 2-е место  | дебютант                     |
| Россия       | Хотьково        | —      | —      | —                      | —                      | —                      | —                      | —                      | —                      | —                      | Первая лига, 3-е место  | Энергия (1992) — дебютант    |

Чемпион России 1992 «Интеррос», «Спартак-Преображение» и «ИнтерЛенПром» прекратили своё существование по финансовым причинам до начала сезона 1993.

## Турнирная таблица
| Поз | Команда                  | И  | В  | Н | П  | МЗ | МП | РМ  | О  | Квалификация или выбывание |
| --- | ------------------------ | -- | -- | - | -- | -- | -- | --- | -- | -------------------------- |
|     | ЦСК ВВС (Самара)         | 22 | 14 | 7 | 1  | 55 | 8  | +47 | 35 |                            |
|     | Русь (Москва)            | 22 | 14 | 4 | 4  | 41 | 13 | +28 | 32 | Переход во Вторую лигу     |
|     | СКИФ-Фемина (Малаховка)  | 22 | 13 | 5 | 4  | 36 | 10 | +26 | 31 |                            |
| 4   | Сибирячка (Красноярск)   | 22 | 13 | 5 | 4  | 38 | 15 | +23 | 31 |                            |
| 5   | Калужанка (Калуга)       | 22 | 13 | 2 | 7  | 27 | 20 | +7  | 28 |                            |
| 6   | Энергия (Воронеж)        | 22 | 12 | 3 | 7  | 53 | 27 | +26 | 27 |                            |
| 7   | Волжанка (Чебоксары)     | 22 | 11 | 5 | 6  | 37 | 17 | +20 | 27 |                            |
| 8   | Аврора (Санкт-Петербург) | 22 | 7  | 3 | 12 | 17 | 31 | -14 | 17 |                            |
| 9   | ЦСКА (Москва)            | 22 | 3  | 7 | 12 | 9  | 28 | -19 | 13 | расформирован              |
| 10  | Текстильщик (Раменское)  | 22 | 3  | 3 | 16 | 17 | 44 | -27 | 9  | Переход в Первую лигу      |
| 11  | СиМ-Россия (Москва)      | 22 | 1  | 7 | 14 | 5  | 35 | -30 | 9  |                            |
| 12  | Россия (Хотьково)        | 22 | 2  | 1 | 19 | 12 | 99 | -87 | 5  |                            |

Примечания:
- За победу начислялось 2 очка, за ничью 1 очко, за поражение - 0
- За неявку (было 8 неявок) на матч команде засчитывалось поражение со счетом 3:0.
- Высшую лигу должны были покинуть 3 клуба (как и в Чемпионате России 1992 года), но в связи с тем, что три клуба начали испытывать финансовые трудности «Сим-Россия» и «Россия» остались в Высшей лиге.

1. ↑  «Русь» в связи с финансовыми трудностями перешла во Вторую лигу 1994
2. ↑  ЦСКА в связи с финансовыми трудностями прекратил существование в межсезонье
3. ↑  «Текстильщик» в связи с финансовыми трудностями перешел в Первую лигу 1994

## Результаты матчей
12 команд сыграли каждая с каждой в два круга (дома и в гостях).
| Клуб                     | ЦСВ | РУС | СКИ | СИБ | КАЛ | ЭНЕ  | ВОЛ | АВР | ЦСК | ТЕК | СИМ | РОС  |
| ------------------------ | --- | --- | --- | --- | --- | ---- | --- | --- | --- | --- | --- | ---- |
| ЦСК ВВС (Самара)         |     | 1:1 | 1:0 | 2:0 | 3:0 | 7:1  | 3:1 | 4:0 | 3:0 | 2:0 | 3:0 | 13:1 |
| Русь (Москва)            | 1:0 |     | 2:1 | 3:1 | 2:3 | 1:0  | 4:1 | 1:0 | 1:0 | 2:0 | 3:0 | 10:0 |
| СКИФ-Фемина (Малаховка)  | 0:0 | 1:0 |     | 1:0 | 1:0 | 2:0  | 0:0 | 1:0 | 2:0 | 2:0 | 4:0 | 8:0  |
| Сибирячка (Красноярск)   | 1:1 | 1:1 | 0:0 |     | 3:0 | 3:0  | 1:0 | 4:0 | 3:0 | 3:0 | 3:0 | 3:0  |
| Калужанка (Калуга)       | 0:1 | 2:1 | 3:0 | 0:0 |     | 2:1  | 1:0 | 3:0 | 1:0 | 2:0 | 2:1 | 2:1  |
| Энергия (Воронеж)        | 1:1 | 1:0 | 0:1 | 5:1 | 1:0 |      | 3:1 | 5:0 | 2:0 | 9:1 | 4:0 | 3:0  |
| Волжанка (Чебоксары)     | 1:1 | 0:1 | 1:0 | 0:0 | 3:1 | 2:0  |     | 2:0 | 2:0 | 3:0 | 4:0 | 7:0  |
| Аврора (Санкт-Петербург) | 0:1 | 1:1 | 2:2 | 0:1 | 1:0 | 1:2  | 0:2 |     | 1:0 | 3:0 | 1:0 | 4:1  |
| ЦСКА (Москва)            | 0:0 | 0:0 | 1:1 | 0:3 | 1:3 | 0:2  | 0:0 | 1:0 |     | 1:0 | 1:1 | 3:1  |
| Текстильщик (Раменское)  | 0:0 | 0:1 | 0:1 | 1:2 | 0:1 | 3:3  | 1:2 | 0:1 | 2:1 |     | 2:1 | 4:0  |
| СиМ-Россия (Москва)      | 0:2 | 0:2 | 0:2 | 0:1 | 0:0 | 0:0  | 0:0 | 0:0 | 0:0 | 0:0 |     | 2:0  |
| Россия (Хотьково)        | 0:6 | 0:3 | 0:6 | 1:4 | 0:1 | 1:10 | 1:5 | 0:2 | 0:0 | 4:3 | 1:0 |      |

 Домашняя победа  •  Ничья •  Домашнее поражение
1. 1 2 3 4 5 6 7 8  Технический результат

## Статистика чемпионата

### Лучшие бомбардиры
| Место | Игрок            | Клуб              | Голы |
| ----- | ---------------- | ----------------- | ---- |
| 1     | Лариса Савина    | ЦСК ВВС (Самара)  | 19   |
| 2     | Ольга Летюшова   | Энергия (Воронеж) | 16   |
| 3     | Надежда Босикова | Энергия (Воронеж) | 13   |
| 3     | Елена Кононова   | Русь (Москва)     | 13   |

1. ↑  Первый и единственный в истории Чемпионатов России и «ЦСК ВВС» «дека-трик» исполнила Лариса Савина 4 июля 1993 года в Самаре. Лариса Савина забила клубу «Россия» (Хотьково) 10 мячей (счет игры - 13:1 в пользу «ЦСК ВВС»)

### Рекорды сезона
- Самая крупная победа хозяев (+12): 13:1 в матче ЦСК ВВС (Самара)—«Россия» (Хотьково)
- Самая крупная победа гостей (+9): 1:10 в матче «Россия» (Хотьково)—«Энергия» (Воронеж)
- Наибольшее количество забитых мячей в одном матче (14): 13:1 в матче ЦСК ВВС (Самара)—«Россия» (Хотьково)
- Наибольшее количество голов, забитых одной командой в матче (13): 13:1 в матче ЦСК ВВС (Самара)—«Россия» (Хотьково)
- Самый популярный счёт (1:0): 33 раза (26,61% от сыгранных матчей)

## Символическая сборная
| Сезон | № | Вратари               | Защитники             | Защитники               | Защитники              | Защитники            | Полузащитники          | Полузащитники             | Полузащитники              | Полузащитники             | Нападающие          | Нападающие              |
| ----- | - | --------------------- | --------------------- | ----------------------- | ---------------------- | -------------------- | ---------------------- | ------------------------- | -------------------------- | ------------------------- | ------------------- | ----------------------- |
| 1993  | 1 | Петько (Русь)         | Буракова (Калужанка)  | Кучер (Русь)            | Коробицына (Сибирячка) | Коньякова (Волжанка) | Мерзликина (Русь)      | Емельянова (Энергия)      | Светлицкая (ЦСК ВВС)       | Егорова (ЦСК ВВС)         | Кононова (Русь)     | Савина (ЦСК ВВС)        |
| 1993  | 2 | Подойницына (ЦСК ВВС) | Горбачёва (Сибирячка) | Гаврилина (СКИФ-Фемина) | Мамаева (ЦСК ВВС)      | Сметанина (Русь)     | Босикова (Энергия)     | Баркова (СКИФ-Фемина)     | Сотникова (СКИФ-Фемина)    | Поликарпова (Текстильщик) | Бундуки (Русь)      | Г. Добычина (Калужанка) |
| 1993  | 3 | Евдокимович (Аврора)  | Ещенко (Лада)         | Надь (Энергия)          | Воронина (Аврора)      | Авдонченко (Русь)    | Жихарева (Текстильщик) | О. Карасёва (СКИФ-Фемина) | Александрова (СКИФ-Фемина) | Летюшова (Энергия)        | Заика (СКИФ-Фемина) | Лисачёва (Волжанка)     |

- В результате опроса, проведенного еженедельником «Москвичка», лучшей футболисткой года признана Ольга Заренина из красноярской «Сибирячки». На втором месте Наталья Подойницына («ЦСК ВВС»)[2].